# Hele hærens gavtyv
Hele hærens gavtyv (originaltitel Flirtation Walk) er en amerikansk romantisk filmmusical fra 1934, instrueret af Frank Borzage.
Manuskriptet er skrevet af Delmer Daves og Lou Edelman. I hovedrollerne ses Dick Powell, Ruby Keeler og Pat O'Brien. Filmen blev nomineret til en Oscar for bedste film og Nathan Levinson blev nomineret til en Oscar for bedste lydoptagelse.